# Юшкинит
Юшкинит (англ. Yushkinite) — гибридный смешаннослойный ванадиевый минерал из группы валлериита (англ. Valleriite). Встречается на Пай-Хой, река Силоваяха.

## История
Открыт в 1976 году А. Б. Макеевым, Т. Л. Евстигнеевой, Н. В. Троневой, Л. Н. Вяльсовым, А. И. Горшковым и Н. В. Трубкиным в Институте геологии Коми НЦ АН СССР.
К 1983 году был изучен, описан и утверждён Комиссией по новым минералам Международной минералогической ассоциации (КНМ ММА или IMA).
Назван в честь минералога академика Николая Павловича Юшкина (1936—2012).

## Описание
Минерал встречается в виде изометричных и чешуйчатых индивидов размером от 0,5 до 2 мм, а также их линейных агрегатов до 10-40 мм, легко расщепляющихся по пинакоидальным плоскостям совершенной спайности.
Цвет розовато-фиолетовый с сильной медно-пурпурной и оранжево-красной побежалостью. Блеск яркий, металлический. В отраженном свете анизотропен, сильное двуотражение. Одноосный, оптически отрицательный.
Твёрдость менее 1 (шкала Мооса), слоистый — сульфид ванадия с бруситовыми слоями.
Плотность 2,94±0,02 г/см3.
Минерал устойчив в природных условиях.
Ассоциирует в основном со сфалеритом, сульванитом, флюоритом, кварцем, кальцитом, доломитом, смитсонитом, хлоритом, патронитом.

## Месторождения
Минерал юшкинит был найден на Пай-Хое в среднем течении реки Силоваяха (Силова-Яха), в скальных обнажениях, в 1,6 км ниже водопада Долгожданного.